# Boeing Starliner Calypso
Boeing Starliner Calypso (Spacecraft 3) é uma cápsula espacial fabricada pela Boeing e usada no Programa de Tripulação Comercial da NASA. No dia 20 de dezembro de 2019, o Calypso lançou a missão Boeing Orbital Flight Test, um voo experimental não tripulado da Starliner para a Estação Espacial Internacional. A espaçonave estava programada para atracar na ISS e depois retornar à Terra após uma semana no espaço. Porém, devido a vários problemas de software, a espaçonave não conseguiu se encontrar com a estação e pousou após dois dias no espaço, resultando na necessidade da Boeing agendar um segundo teste orbital.

## História
Em setembro de 2014, a Boeing foi uma das duas empresas selecionadas pela NASA com o objetivo de desenvolver espaçonaves tripuladas para o transporte e astronautas à Estação Espacial Internacional, sendo a outra a SpaceX. Boeing planejou construir três naves Starliner. É possível reutilizar a nave até dez vezes, com um tempo de manutenção de seis meses entre os voos, significando que três espaçonaves seriam suficientes para satisfazer as necessidades do Programa de Tripulação Comercial.
A Calypso foi lançada pela primeira vez no Boe-OFT, o primeiro vôo orbital do Starliner, em 20 de dezembro de 2019. A espaçonave não tripulada deveria atracar na ISS no dia seguinte. No entanto, devido a erros de software que fizeram com que o Mission Elapsed Timer (MET) da espaçonave estivesse errado por 11 horas, a espaçonave executou uma "ignição de inserção orbital fora do nominal" que impediu que fosse capaz de se encontrar e atracar com a ISS durante o voo. Em vez disso, a espaçonave permaneceu em órbita por dois dias, realizando tantos testes quanto possível sem o encontro com a ISS, e pousou em White Sands Missile Range, Novo México, em 22 de dezembro de 2019.
Após o pouso, foi anunciado que a espaçonave seria separada para o Starliner-1, o primeiro voo operacional do Starliner para a ISS. Após o anúncio, a astronauta da NASA Sunita Williams, comandante do Starliner-1, batizou a espaçonave como Calypso em homenagem ao navio oceanográfico de Jacques-Yves Cousteau, RV Calypso. Até o momento, a Calypso é a única espaçonave Starliner a receber um nome oficial. Embora a Calypso estivesse programada para retornar ao espaço no Starliner-1, a Boeing anunciou em março de 2020 que iria refazerr o Teste de Voo Orbital como OFT-2, o que reorganizou as atribuições da espaçonave para missões subsequentes. Calypso retornará ao espaço no Boe-CFT, o primeiro voo experimental tripulado da Starliner. Após o segundo voo da espaçonave, não está claro quando a Boeing ou a NASA voltará a usar a espaçonave. A Boeing está atualmente contratada para realizar cinco missões operacionais para a ISS no âmbito do Programa de Tripulação Comercial após o Starliner-1, então o Calypso provavelmente voltará ao espaço no transporte de membros de expedição da ISS.